# GM-T Plattform (1973)
Die intern bei General Motors (GM) als T-Car oder T-Body bezeichnete Automobilplattform wurde für Fahrzeuge der unteren Mittelklasse mit selbsttragender Karosserie, Frontmotor und Hinterradantrieb konzipiert. Das in Deutschland bekannteste auf ihr aufgebaute Fahrzeug ist der Opel Kadett C. Sie war der erste Anlauf von GM, für den weltweiten Absatz eine gemeinsame Grundlage für Fahrzeugserien im Marktsegment der unteren Mittelklasse, zusammen mit Isuzu Motors aus Japan, und der GM-Tochter Opel zu entwickeln. Die europäischen GM-Töchter Vauxhall, Opel, und die australische Tochtergesellschaft Holden produzierten bereits Fahrzeuge für ihre regionalen Märkte. Die Produktion von Kleinwagen fehlte in Nordamerika, bis 1971 der Chevrolet Vega auf den Markt kam, der damals wie später der Opel Manta B auf der Plattform GM-H aufgebaut wurde. Die damals als „subcompacts“ (unterkompakten), also untere Mittelklasse bezeichneten Fahrzeuge wurden importiert.
1979 wurde die Plattform T auf Frontantrieb weiterentwickelt und ersetzte an den Produktionsstandorten das bisherige Konzept.

## Liste der GM T-Cars mit Hinterradantrieb
Fahrzeugklasse; (1) Coupé; (2) 2-türige Limousine (B11); (3) 3-tür Schrägheck (B08); (4) 4-türige Limousine (B69); (5) 5-door Schrägheck (Hatchback) (B68) (mit 5,08 cm verlängertem Radstand); (w) 3-türiger Kombi (B15); (t) Pick-up (v) Lieferwagen (B70) Lieferwagen mit Fenstern (Panel Van).
- Argentinien
  - GMC Chevette 4
  - Opel K 180 4
- Australien
  - Holden Gemini 1, 4, w
  - Holden Piazza Coupé
- Brasilien
  - Chevrolet Chevette 2, 3, 4
  - Chevrolet Marajó w
  - Chevrolet Chevy 500 t
- Kanada
  - Chevrolet Chevette 3, 5
  - Pontiac Acadian 3, 5
- Kolumbien
  - Chevrolet Chevette
- Ecuador
  - Aymesa Cóndor
  - Chevrolet Cargo
- Deutschland

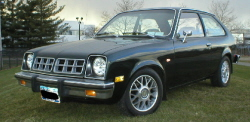
1978 Chevrolet Chevette

  - Opel Kadett C 1, 2, 3, 4, w, targa
- Japan
  - Isuzu Bellett Gemini 1, 4
  - Isuzu Gemini 1, 4
  - Isuzu Piazza Coupe mit Facelift.
- Malaysia
  - Opel Gemini
- Neuseeland
  - Vauxhall Chevette 2, 3, 4, w
  - Vauxhall Chevanne v
  - Isuzu Gemini 1, 4
  - Holden Gemini 4, w
- Südkorea
  - Saehan Bird 4
  - Saehan Max t
  - Daewoo Maepsy 4
  - Daewoo Max t
- Vereinigtes Königreich
  - Vauxhall Chevette 2, 3, 4, w
  - Bedford Chevanne v
- Vereinigte Staaten
  - Buick Opel
  - Chevrolet Chevette 3, 5
  - GM Electrovette
  - Opel Kadett
  - Pontiac T1000 3, 5
  - Opel-Isuzu 1, 4
  - Isuzu Impulse
  - Isuzu I-Mark 1, 4
- Uruguay
  - Grumett Color
- Venezuela
  - Chevette
  - San Remo w[1]

## Konzeptfahrzeuge
- Opel OSV 40 4